# Bolax nigriceps
Bolax nigriceps är en skalbaggsart som beskrevs av Ohaus 1917. Bolax nigriceps ingår i släktet Bolax och familjen Rutelidae. Inga underarter finns listade.